# Something to Remember
Something to Remember je třetí výběrové album americké zpěvačky a skladatelky Madonny, které bylo vydáno 7. listopadu 1995 společností Maverick Records. Obsahuje výběr jejích nejúspěšnějších balad spolu se třemi novými písněmi I Want You, You'll See a One More Chance. Dále se na albu objevila remixová verze skladby z roku 1985 Love Don't Live Here Anymore. Americká asociace nahrávacího průmyslu (RIAA) album označila za zlaté a platinové 3. října 2000, což znamená, že ve Spojených státech amerických se prodalo přes 3 miliony nosičů. Na celém světě se prodalo přes 8 milionů nosičů.

## Seznam skladeb
1. I Want You – 6:23
2. I´ll Remember – 4:26
3. Take a Bow – 5:21
4. You´ll See – 4:41
5. Crazy for You – 4:05
6. This Used to Be My Playground – 5:10
7. Live to Tell – 5:52
8. Love Donť Live Here Anymore (Remix) – 4:54
9. Something to Remember – 5:04
10. Forbidden Love – 4:09
11. One More Chance – 4:28
12. Rain – 5:29
13. Oh Father – 4:59
14. I Want You (Orchestral) – 6:04
15. La Isla Bonita – 4:02 (bonusová skladba na japonském vydání)
16. Verás – 4:21 (bonusová skladba na latinskoamerickém vydání)